# Hyperietta vosseleri
Hyperietta vosseleri är en kräftdjursart som först beskrevs av Stebbing 1904.  Hyperietta vosseleri ingår i släktet Hyperietta och familjen Lestrigonidae. Inga underarter finns listade i Catalogue of Life.